# Don Cornelius
Donald Cortez "Don" Cornelius (Chicago, 27 de setembro de 1936 - Sherman Oaks, 1 de fevereiro de 2012) foi um apresentador de televisão afro-americano, mais conhecido por criar o programa relacionado a música R&B e hip hop Soul Train, o qual apresentou entre 1971 e 1993. Em 2008, foi preso acusado de violência doméstica.

## Morte
Policiais atenderam a uma ocorrência de disparo de arma de fogo em 1 de fevereiro de 2012, por volta das 4:00 da manhã (UTC-8), e encontraram Cornelius morto em sua casa com uma perfuração de tiro, cujo não foi identificado o atirador ou as circunstâncias da morte em questão. Houve-se especulações de um suposto suicidio, que foi comprovado depois de exames feito por peritos que também comprovaram que Don Cornelius sofria de demência degenerativa causada por anos de uso de remédios neurológicos. . 